# Пелагия и белый бульдог (фильм)
«Пелагия и белый бульдог» — российский восьмисерийный телевизионный фильм 2009 года, экранизация первого романа в серии «Приключения Пелагии» (из сборника «Провинціальный детективъ») Бориса Акунина.
Производство студии «Морозфильм» по заказу «Централ партнершип» при поддержке телеканала «Россия». Премьера состоялась на телеканале «Россия» с 14 по 17 сентября 2009 года.

## Сюжет
Действие происходит в России конца XIX века, в вымышленной Заволжской губернии.
В губернский центр, город Заволжск, из столицы приезжает синодальный инспектор Бубенцов (Тимофей Трибунцев), с заданием провести расследование на предмет появления в губернии проявлений язычества и пресечения таковых, обращением отступников в истинное православие. В ходе своего расследования он выходит на зытяков — местный народ, хоть и принявший христианство, но до сих пор сохраняющий многие языческие верования и обычаи. Местные жители, в том числе и верховные власти, губернатор и архиерей-владыка, вовсе не идут навстречу инспектору в его деле — они много лет жили бок о бок с зытяками, привыкли к их соседству и не желают устраивать никаких репрессий на религиозной почве. Однако Бубенцов, будучи в намерении выслужиться перед столичным обер-прокурором, вовсе не собирается отступаться от задуманного.
Тем временем, архиерей Митрофаний (Александр Феклистов) оказывается в затруднительном положении: его тётушка (Нина Усатова), проживающая в имении Дроздовка, пожаловалась, что кто-то хочет извести её белых племенных бульдогов, выведению из которых новой породы, «русский белый бульдог», она потратила много лет, переняв это дело от покойного мужа, и что уже убит один из них. Она подозревает, что причина здесь кроется в её, вдовы генерала Татищева, богатом наследстве.
Ехать в имение самому, как хочет от него тётушка, — затруднительно, у архиерея и более важных дел хватает, а в то же время не откликнуться на просьбу нельзя. Вот и решает владыка отправить в имение к тётке свою духовную дочь, монахиню Пелагию, хоть и очень молодую, но отличающуюся необыкновенными умом и проницательностью — именно она и ранее помогала ему в расследовании запутанных дел. Все считают, что сам отец Митрофаний наделён даром расследования таких дел, но это не совсем так…
По пути в имение выяснятся, что в округе произошло страшное преступление — найдены тела мужчины и мальчика с отрезанными головами. Подозрение падает на зытяков (якобы совершивших его в ритуальных целях), и Бубенцов решительно берётся за расследование.

## В ролях
- Полина Кутепова — Пелагия, монахиня (она же — Полина Андреевна Лисицына)
- Александр Феклистов — Митрофаний, архиерей Заволжской губернии
- Тимофей Трибунцев — Владимир Львович Бубенцов, инспектор-чиновник из Петербурга
- Нина Усатова — Марья Афанасьевна Татищева, богатая помещица, хозяйка белых бульдогов
- Виктория Исакова — Наина Георгиевна Телианова, внучка Татищевой
- Алексей Вертков — Пётр Георгиевич Телианов, внук Татищевой
- Сергей Угрюмов — Степан Трофимович Ширяев, управляющий Дроздовки, художник
- Максим Матвеев — Аркадий Сергеевич Поджио, художник и фотограф из Санкт-Петербурга
- Сергей Колтаков — Кирилл Нифонтович Краснов, помещик, сосед генеральши Татищевой
- Майя Апине — миссис Ригли, гувернантка-приживалка в Дроздовке
- Елена Плаксина — Танюша, горничная
- Александр Парфенович — Герасим, садовник Татищевой
- Леонид Окунев — Донат Абрамович Сытников, купец
- Максим Важов — Антон Антонович фон Гаггенау, губернатор Заволжска
- Дарья Мороз — Людмила Платоновна, губернаторша
- Александр Сирин — Матвей Бенционович Бердичевский, прокурор
- Андрей Межулис — Феликс Станиславович Лагранж, полицмейстер, полковник
- Александр Голубев — Тихон Иеремеевич Спасённый, секретарь губернатора
- Сергей Легостаев — Мурад Джураев, черкес, слуга и телохранитель Бубенцова
- Виталий Хаев — Гурий Самсонович Ломейко, адвокат

## Съёмочная группа
- Автор сценария: Зоя Кудря
- Режиссёр: Юрий Мороз
- Оператор: Анатолий Петрига
- Художники по костюмам: Дмитрий Андреев, Владимир Никифоров.
- Продюсеры: Сергей Даниелян, Рубен Дишдишян, Арам Мовсесян, Юрий Мороз

## Съёмки
В сериал о Пелагии должны были войти сразу две книги Акунина, но затем их решили разделить.
Права на экранизацию романа были куплены в 2002 году, при этом в условиях оговаривалось, что писатель Борис Акунин будет лично утверждать исполнителей главных ролей (Пелагии и Митрофания), а также выбираемых на роль бульдогов. Писатель изначально считал, что именно Полине Кутеповой следует дать главную роль. Для пробы была сделана аудиоверсия книги «Пелагия и белый бульдог» в исполнении Полины Кутеповой, после чего автор утвердился в правильности выбора актрисы.
Изначально предполагалось, что роль Пелагии, переодетой в светское платье, сыграет сестра-близняшка Полины Кутеповой — Ксения Кутепова. Но режиссёр Юрий Мороз решил, что лучше, если обе роли исполнит Полина, и уже после съёмки фильма также заявил, что «она с этим прекрасно справилась».
Фильм снимался в Москве, Суздале и Кириллове, в окрестностях Кирилло-Белозерского и Ферапонтова монастырей, а также в усадьбах-музеях. Вначале съёмки происходили в усадьбе «Знаменское-Садки», затем — в Щелыково, усадьбе Островского на Волге. Сцены, происходящие в Дроздовке, снимали в имении Некрасова, город Заволжск — в Суздале. Монастырь снимали в городе Кириллове Вологодской области.
В роли бульдогов снимались три взрослых собаки и двое щенков (все они лично выбирались Борисом Акуниным). Породы «русский белый бульдог» на самом деле не существует, а белый окрас — не редкость среди бульдогов многих пород. Нине Усатовой так понравились собаки, что после съёмок она заявила о своём намерении завести белого бульдога.
Тимофей Трибунцев, исполнитель роли Бубенцова, одевался во время съёмок фильма в подлинные костюмы XIX века, в то время как Виктория Исакова, игравшая роль Наины, одета по моде 1910-х годов и ходит босиком (таким образом создатели фильма хотели подчеркнуть инаковость девушки: «Она как с другой планеты»). А костюм Александра Феклистова, сыгравшего отца Митрофания, весил 10 килограммов.

## Отзывы
Сам режиссёр о фильме:

Я понимаю, что интерес к сериалу будет вызван в первую очередь романом, а я всего лишь делаю его экранизацию. Близко к тексту. В литературном источнике много стилизации под классику — там и Достоевский, и Чехов. Для своей экранизации я выбрал светлые тона
— Юрий Мороз 
Из высказываний о фильме самого режиссёра в интервью «Комсомольской правде»: 

 — Какие пробелы были в «Пелагии», по-вашему?

— Есть вещи, которые на бумаге выглядят хорошо. А когда ты буковки переводишь в изображение, возникают проблемы. Например, когда Пелагия падает в воду и её река несёт. Волга никак не выглядит бушующей. Там действительно сильное течение, каскадёр даже справиться не могла, но этого не видно… …Вот и получается, что удалось перевести на киноязык, то удалось. А что не удалось, на то знатоки Акунина ткнут пальцем и скажут: «А вот тут не так сделали!»
— Юрий Мороз 

— Многие говорят: затянуто получилось…

— Я мог бы сделать четыре серии. И было бы бодренько. Но тогда ушла бы довольно большая часть акунинских литературных образов. А мне казалось, что на этом строится Акунин. Можно это выбросить? Можно. Будет динамичнее? Будет. Но зато ценители Акунина скажут: «Почему вы выбросили эту сцену, это же принципиально для автора!» Сколько людей, столько и мнений.
— Юрий Мороз 
После съёмок фильма Борис Акунин так же, как и режиссёр, остался доволен исполнением роли монашки Пелагии:

 Пелагию играет та, кто и должен был её играть, это Полина Кутепова. Я с самого начала хотел видеть в сериале эту актрису и добивался этого, и теперь я вижу, что оказался прав. Полина не только очень хороша в роли монахини, но она ещё очень хороша (я сейчас говорю «хорошА» в смысле красоты), когда переодевается в светскую даму. И там также хорош Александр Феклистов, который играет епископа Митрофания.
— Борис Акунин 
Отзывы об исполнении главной роли со стороны съёмочной группы также были положительными:

 Полина Кутепова в главной роли — удачное совпадение выбора режиссёра Юрия Мороза и автора романа Бориса Акунина. Не помню, чтобы у нас были другие варианты. Полина — очень дисциплинированный человек, не спорила с режиссёром. Если по сюжету надо было прыгать в холодную воду, прыгала, если приходилось стоять на ветру в тоненькой мокрой рубашке — делала без слов и капризов.
— Екатерина Алексеенко, второй режиссёр 

Полина — не душа нараспашку, она человек закрытый, не станет в перерывах на съёмках играть в нарды, но она удивительно доброжелательная и милая. Её трепетное отношение к роли заметили все. Она внимательно училась у нашего консультанта — батюшки-протоиерея Алексея Волосенко, как брать благословение у владыки, и другим важным вещам.
— Екатерина Кожевникова, художник-постановщик 